# Hyalomma aegyptium
Hyalomma aegyptium (лат.) — вид клещей из семейства иксодовых (Ixodidae).

## Распространение
H. aegyptium распространён в северо-западных районах Африки, на Апеннинском полуострове, на Балканах, в Малой Азии, в Закавказье, на побережье Черного моря, северной части Ближнего Востока, в Центральной Азии.

## Экология
На всех фазах развития основными прокормителями для этого вида являются черепахи (Testudinidae) и ящерицы из семейства агамовые (Agamidae). Нимфы и взрослые были также обнаружены на птицах и млекопитающих из таксонов: зайцеобразные (Lagomorpha), непарнокопытные (Perissodactyla) [лошадиные (Equidae)], парнокопытные (Artiodactyla) [свиньи (Suidae) и верблюдовые (Camelidae)], хищные (Carnivora) [собачьи (Canidae)]. На территории Турции также отмечены нападения на человека.
Случай заноса в Польшу.
Имеют место регулярные случаи заноса H. aegyptium на территорию Польши. Большинство случаев связаны с завозом клещей на черепахах из стран расположенных на Балканском полуострове и Греции (Testudo graeca, Testudo marginata).

## Эпидемиологическое значение
В H. aegyptium выявлен ряд патогенов: Rickettsia conori, Coxiella burnetii, Ehrlichia canis, Anaplasma centrale, Anaplasma marginalne, Anaplasma ovis, Anaplasma phagocytophilum, Hepatozoon kisrae, Hemolivia mauritanica.